# Словацкие железные дороги

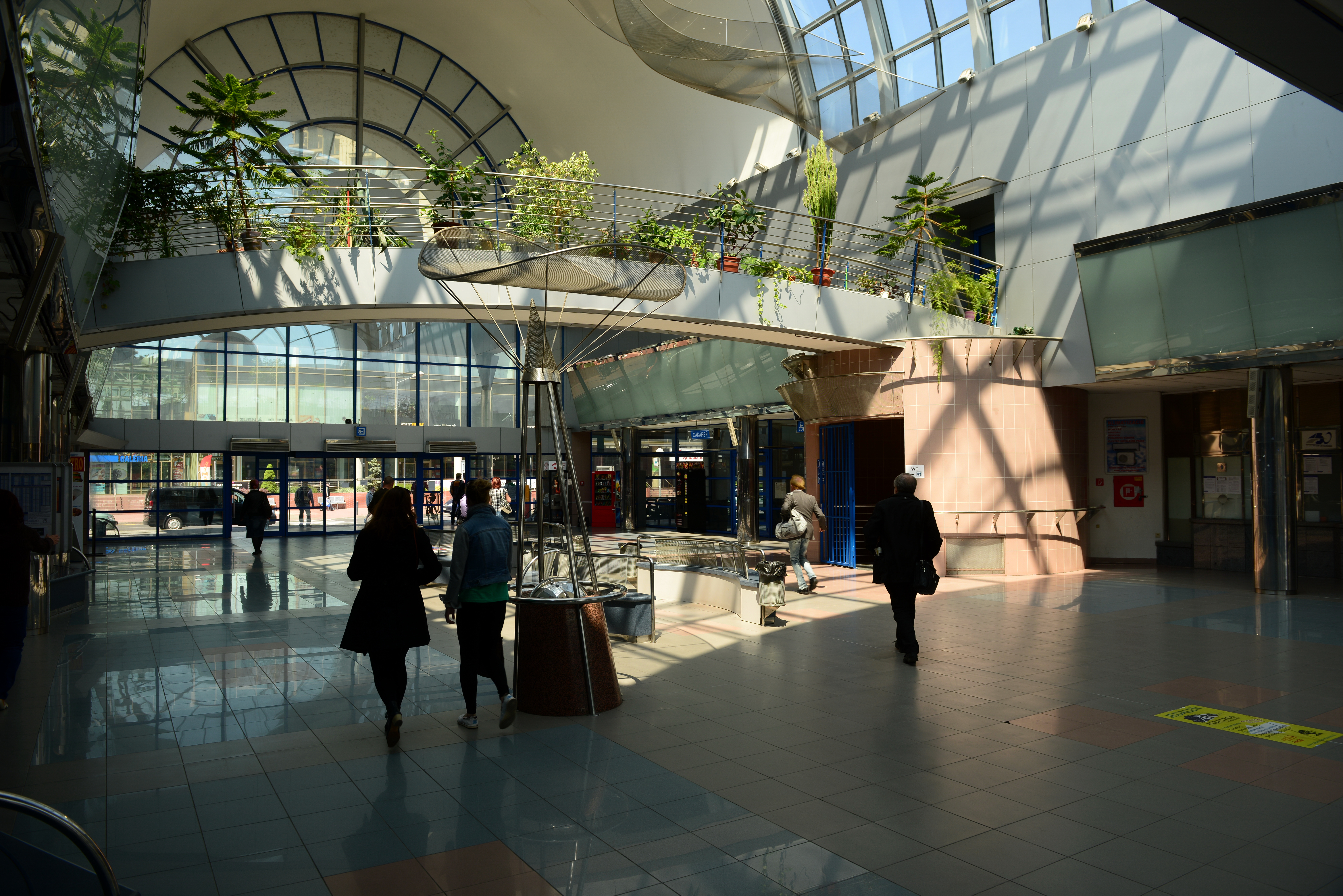
Железнодорожная станция Братислава-Петржалка

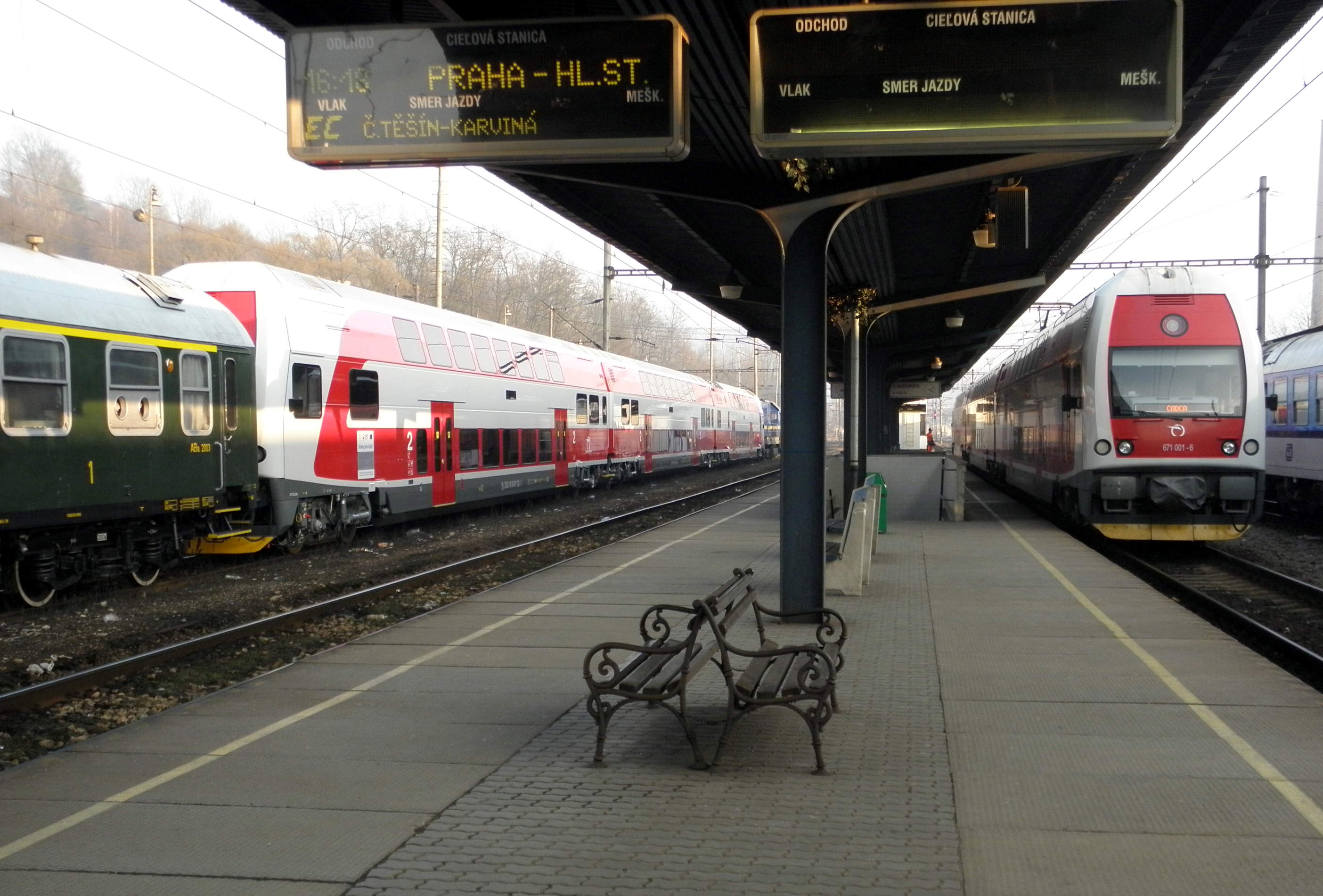
Железнодорожная станция Чадца (станция)

Словацкие железные дороги (словац. Železnice Slovenskej republiky, ŽSR) — государственное предприятие, управляющее инфраструктурой железнодорожного транспорта Словакии.
Образовано 1 мая 1993 года. До этого на территории бывшей Чехословакии железные дороги находились под управлением компании «Чехословацкие железные дороги» (чеш. Československé státní drahy). До 1996 года компания де-факто обладала монополией на железнодорожные перевозки в стране.
В 2002 году была поделена на две части: в ведомстве компании с прежним названием осталась железнодорожная инфраструктура, а управление транспортом передано в компанию «Železničná spoločnosť, a. s.». Последняя в 2005 году опять разделилась: за «Železničná spoločnosť Slovensko, a. s.» (ZSSK) закрепились пассажирское сообщение, а грузоперевозки были переданы в ведение «Železničná spoločnosť Cargo Slovakia, a. s.» (ZSSK Cargo / ZSCS).
Во главе ŽSR находятся правление и генеральный директор.

## История

### XIX век
Железная дорога стала важной предпосылкой для экономического и социального развития Австро-Венгрии. В 1837 году началось сооружение первой европейской железнодорожной магистрали, что стало вероятной угрозой для экспортного рынка сельскохозяйственной продукции и древесины западной Словакии. Была учреждена компания для постройки конной железной дороги, которая связала пять городов между Братиславой и Трнавой. Конка функционировала до 70-х годов XIX века. С 1854 года государство начало передавать строительство железных дорог в руки частных компаний.
В 1867 году в Венгрии было образовано Министерство транспорта и общественных работ. Его основной целью было независимое от Австрии транспортное строительство. Под его эгидой с 1867 по 1873 годы на сегодняшней территории Словакии был проложен ряд железнодорожных линий:
- Кошице — Жилина — Богумин
- Пешт — Филяково — Лученец — Зволен — Врутки
- Михаляны — Гуменне — Медзилаборце — Лупкув — Пшемысль
- Кошице — Михаляны — Словенске Нове Место — Чоп
- Братислава — Тренчин
- Прешов — Орлов[англ.] — Тарнов
- Филяково — Плешивец[словац.] — Добшина — Тисовец

Частный капитал не мог финансировать такой объём строительства, и уже в 1868 году Венгрия продолжила сооружение линий на свои средства.
Несостоятельность Венской фондовой биржи стала началом экономического кризиса в первой половине 1870-х годов. Строительство дорогих железнодорожных путей прекратилось, однако были созданы условия для сооружения частных локальных линий.

### Первая половина XX века
После образования Чехословакии возникла необходимость переформирования сети железных дорог сообразно новым границам. Единственной эффективной линией оставалась железная дорога Кошице-Богумин. Государство решило взять на себя управление всеми частными линиями и расширить существующую сеть. Дальнейшее развитие железнодорожной отрасли подстегнула конкуренция со стороны автомобильных грузоперевозок. Скорость грузовых поездов была увеличена до 70 км/ч.

### Вторая половина XX века
После Второй мировой войны насущной задачей в воссоединённой Чехословакии стало восстановление железнодорожной сети. В 1948 году начался коммунистический период — все частные железные дороги были национализированы. Железнодорожная сеть была расширена на юг Словакии, проводилась электрификация путей.
В 70-х — 80-х годах железнодорожная отрасль на Балканах стала приходить в упадок. Это было вызвано не только состоянием экономики, но и распространением индивидуальных средств передвижения, а также повсеместным переходом с угля на природный газ. В таких условиях и была учреждена ŽSR. Это произошло 1 января 1993 года, после провозглашения Словакией независимости. Субсидии в отрасль теперь не предполагались, государственное предприятие должно было выйти на самообеспечение. Планировалось увеличить долю железных дорог на рынке перевозок, но из-за непростой ситуации компания почти сразу была вынуждена закрыть сообщение по некоторым линиям. Главной же стратегической целью являлось получение доступа к торговым рынкам Евросоюза и использование удобного расположения Словакии и её туристической привлекательности.